# Polygonetum natantis
Zespół formy pływającej rdestu ziemnowodnego (Polygonetum natantis) – syntakson słodkowodnych nymfeidów w randze zespołu budowany głównie przez rdest ziemnowodny. Należy do klasy zespołów Potametea.

## Charakterystyka
Stosunkowo ubogie florystycznie zbiorowisko z niewielkim udziałem elodeidów, co wynika z ubogiego siedliska lub dużego zwarcia dominanta zacieniającego dno. Zajmuje wody o różnej głębokości (najczęściej 1 do 2 m, ale też do 3 m), stojące lub bardzo wolno płynące. Wymaga wód średnio żyznych (mezotroficznych lub eutroficznych) o odczynie zasadowym i różnej przejrzystości. Zarówno na podłożu organicznym, jak i mineralnym. Na tym pierwszym często bardziej zwarte. Większe powierzchnie płaty osiągają raczej w zbiornikach mezotroficznych. Zwykle występuje między zbiorowiskami roślin zanurzonych a szuwarami. W sukcesji wypiera zbiorowiska roślin zanurzonych, a ustępuje szuwarom. Czasem tworzy z tymi ostatnimi kompleksy, zwłaszcza na podłożu mineralnym. W lądowaceniu zwykle nie odgrywa większej roli. Mimo że rdest ziemnowodny jest dość pospolitym gatunkiem, własne rozległe i zwarte zbiorowiska tworzy stosunkowo rzadko.
Zbiorowisko niegdyś łączone z zespołem rdestnicy pływającej w zespół Polygono-Potamogetonetum natantis Soó 1964, jednak w istocie dominanty tych zbiorowisk rzadko współwystępują w jednej fitocenozie, bo ich amplitudy ekologiczne częściowo się rozmijają. Włączano je również do szerokiego zespołu makrofitów Myriophyllo-Nupharetum W.Koch 1926.
Zespół formy pływającej rdestu ziemnowodnego jest charakterystyczny dla następujących siedlisk przyrodniczych systemu Natura 2000: jeziora lobeliowe oraz starorzecza i naturalne eutroficzne zbiorniki wodne.
Występowanie
W Polsce na terenie całego kraju, częstsze w strefie pojezierzy.
Charakterystyczna kombinacja gatunków
ChAss. : rdest ziemnowodny Persicaria amphibia.
ChAll. : żabiściek pływający Hydrocharis morsus-ranae, grążel żółty Nuphar luteum, grzybienie białe Nymphaea alba, osoka aloesowata Stratiotes aloides.
ChCl., ChO. : jaskier (włosienicznik) krążkolistny Ranunculus circinatus, rogatek sztywny Ceratophyllum demersum, rogatek krótkoszyjkowy C. submersum, moczarka kanadyjska Elodea canadensis, wywłócznik kłosowy Myriophyllum spicatum, wywłócznik okółkowy M. verticillatum, rdestnica ściśniona Potamogeton compressus, rdestnica kędzierzawa Potamogeton crispus, rdestnica połyskująca P. lucens, pływacz zwyczajny Utricularia vulgaris.
Typowe gatunki
Charakterystyczna kombinacja gatunków zbiorowiska ma znaczenie dla diagnostyki syntaksonomicznej, jednak nie wszystkie składające się na nią gatunki występują często. Dominantem jest rdest ziemnowodny. Inne gatunki występują rzadko i z małą stałością. Wśród nich najczęstsze są: trzcina pospolita, moczarka kanadyjska i skrzyp bagienny.